# 霍尔特兰
霍尔特兰是德国下萨克森州的一个市镇。总面积14.66平方公里，总人口2311人，其中男性1115人，女性1196人（2011年12月31日），人口密度158人/平方公里。